# Gouvernement al-Ahmadi
Das Gouvernement al-Ahmadi (arabisch محافظة الأحمدي, DMG Muḥāfaẓat al-Aḥmadī) ist eines der sechs Gouvernorate von Kuwait. Es hat ca. eine Million Einwohner. Es liegt im südlichen Teil des Landes und ist in Kuwait bekannt für seine Grünflächen und seine Gebäude aus der britischen Kolonialzeit. Das Gouvernement bildet einen wichtigen Teil der kuwaitischen Wirtschaft, da sich hier mehrere kuwaitische Ölraffinerien befinden. Die wichtigsten Wohngebiete sind Abu Halifa, Riqqah und Mangaf, allesamt südliche Außenbezirke der Stadt Kuwait. Al-Ahmadi ist die Heimat mehrerer Sportvereine und -komplexe in Kuwait. Der Hauptsitz der Kuwait National Petroleum Company befindet sich in al-Ahmadi.